# Trek-Segafredo/Saison 2019
Diese Liste beschreibt die Mannschaft und die Erfolge des Radsportteams Trek-Segafredo in der Saison 2019.

## Erfolge in der UCI WorldTour
| Datum       | Rennen                    | Sieger         |
| ----------- | ------------------------- | -------------- |
| 20. Januar  | 6. Etappe Tour Down Under | Richie Porte   |
| 28. Mai     | 16. Etappe Giro d’Italia  | Giulio Ciccone |
| 12. Oktober | Il Lombardia              | Bauke Mollema  |

## Erfolge in der UCI Asia Tour
| Datum       | Rennen    | Kat. | Sieger        |
| ----------- | --------- | ---- | ------------- |
| 20. Oktober | Japan Cup | 1.HC | Bauke Mollema |

## Erfolge in der UCI Europe Tour
| Datum                     | Rennen                         | Kat. | Sieger         |
| ------------------------- | ------------------------------ | ---- | -------------- |
| 17. Februar               | 4. Etappe Tour La Provence     | 2.1  | John Degenkolb |
| 23. Februar               | 2. Etappe Tour du Haut-Var     | 2.1  | Giulio Ciccone |
| 29. August – 1. September | Gesamtwertung Deutschland Tour | 2.HC | Jasper Stuyven |
| 21. September             | Primus Classic                 | 1.HC | Edward Theuns  |
| 22. September             | Grand Prix d’Isbergues         | 1.1  | Mads Pedersen  |

## Nationale Straßen-Radsportmeister
| Datum    | Rennen                                   | Sieger       |
| -------- | ---------------------------------------- | ------------ |
| 27. Juni | Irische Meisterschaft – Einzelzeitfahren | Ryan Mullen  |
| 30. Juni | Lettische Meisterschaft – Straßenrennen  | Toms Skujins |

## Mannschaft
| Teamkader 2019                            | Teamkader 2019    | Teamkader 2019     | Teamkader 2019                      |
| Name                                      | Geburtsdatum      | Land               | Vorheriges Team                     |
| ----------------------------------------- | ----------------- | ------------------ | ----------------------------------- |
| Fumiyuki Beppu                            | 10. April 1983    | Japan              | Orica-GreenEDGE (2013)              |
| Julien Bernard                            | 17. März 1992     | Frankreich         | SCO Dijon (2015)                    |
| Gianluca Brambilla                        | 22. August 1987   | Italien            | Quick-Step Floors (2017)            |
| Giulio Ciccone                            | 20. Dezember 1994 | Italien            | Bardiani CSF (2018)                 |
| William Clarke                            | 11. April 1985    | Australien         | EF Education First-Drapac (2018)    |
| Nicola Conci                              | 5. Januar 1997    | Italien            | Zalf Euromobil Désirée Fior (2017)  |
| Koen de Kort                              | 8. September 1982 | Niederlande        | Giant-Alpecin (2016)                |
| John Degenkolb                            | 7. Januar 1989    | Deutschland        | Giant-Alpecin (2016)                |
| Niklas Eg                                 | 6. Januar 1995    | Dänemark           | Virtu Cycling (2017)                |
| Fabio Felline                             | 29. März 1990     | Italien            | Androni Giocattoli-Venezuela (2013) |
| Alex Frame                                | 18. Juni 1993     | Neuseeland         | JLT Condor (2017)                   |
| Michael Gogl                              | 4. November 1993  | Österreich         | Tinkoff (2016)                      |
| Markel Irízar (1. Jan.–3. Aug.)           | 5. Februar 1980   | Spanien            | Team RadioShack (2011)              |
| Alex Kirsch                               | 12. Juni 1992     | Luxemburg          | WB-Aqua Protect-Veranclassic (2018) |
| Bauke Mollema                             | 26. November 1986 | Niederlande        | Belkin (2014)                       |
| Matteo Moschetti                          | 14. August 1996   | Italien            | Polartec-Kometa (2018)              |
| Ryan Mullen                               | 7. August 1994    | Irland             | Cannondale-Drapac (2017)            |
| Jarlinson Pantano (1. Jan.–1. Mai)        | 19. November 1988 | Kolumbien          | IAM Cycling (2016)                  |
| Mads Pedersen                             | 18. Dezember 1995 | Dänemark           | Stölting Service Group (2016)       |
| Richie Porte                              | 30. Januar 1985   | Australien         | BMC Racing Team (2018)              |
| Kiel Reijnen                              | 1. Juni 1986      | Vereinigte Staaten | UnitedHealthcare (2015)             |
| Toms Skujiņš                              | 15. Juni 1991     | Lettland           | Cannondale-Drapac (2017)            |
| Peter Stetina                             | 8. August 1987    | Vereinigte Staaten | BMC Racing Team (2015)              |
| Jasper Stuyven                            | 17. April 1992    | Belgien            | Bontrager (2013)                    |
| Edward Theuns                             | 30. April 1991    | Belgien            | Team Sunweb (2018)                  |
|                                           |                   |                    |                                     |
| Quellen: ProCyclingStats Cycling Quotient |                   |                    |                                     |